# 8734 Warner
8734 Warner (1997 AA) là một tiểu hành tinh vành đai chính được phát hiện ngày 1 tháng 1 năm 1997 bởi P. G. Comba ở Prescott.